# Djurgården

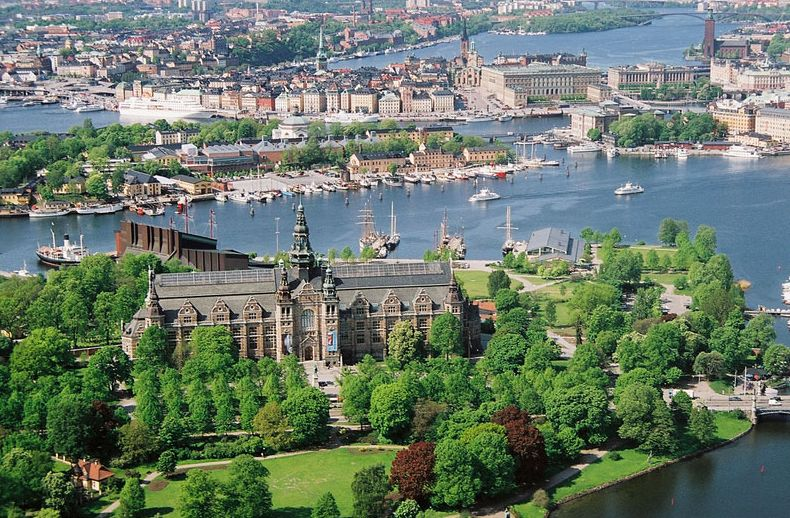
Djurgården északkelet felől nézve. Az előtérben a Nordiska Museet látható

Djurgården (ejtsd kb. jürgórden) a második legnagyobb a Stockholmban található számtalan sziget közül. Nevének jelentése vadaspark.
Népszerű kirándulóhely a sok zöldterületnek és a számos látványosságnak köszönhetően. Itt van a Skansen, több múzeum és egy vidámpark (Gröna Lund) is található rajta. Elérhető villamossal a Norrmalmstorgról, busszal a Sergels torg-ról, vagy hajóval Nybroplanról, Skeppsholmenről vagy Slussenből.
Több mint 10 millió turista látogatja meg évenként.
Ugyancsak itt vannak:
- Blå Porten
- Beckholmen
- Berwaldhallen
- Biologiska Museum
- Cirkus
- Djurgårdsstaden
- Gajklärvarvet
- Isbladskärret
- Junibacken
- Nordiska museet
- Rosendals slott
- Rosendal trädgård
- Skansen
- Telemuseet
- Thielska galleriet
- Prins Eugens Valdemarsudde
- Vasamuseet